# Ragnar Gustafsson (futbolista)
Anders Ragnar Gustafsson (Parroquia de Lundby, Gotemburgo, 28 de septiembre de 1907- Parroquia de Brämaregården, Gotemburgo, 19 de mayo de 1980)  fue un futbolista sueco (delantero) que jugó en el Gais de Gotemburgo e hizo nueve apariciones con la selección nacional.

## Carrera
Gustafsson debutó en la temporada 1929/1930 para el Gais, con dos partidos en la Allsvenskan. Se convirtió en campeón sueco en la temporada 1930/1931, y anotó un total de 57 goles en 109 partidos para el club hasta la temporada 1937/1938. Fue el máximo goleador del club en la temporada 1933/1934.

## Carrera internacional
Gustafsson jugó un total de 9 partidos internacionales entre 1932 y 1934, en los que anotó 3 goles. Fue seleccionado para la selección sueca en la Copa Mundial de 1934, y jugó en los dos partidos de Suecia en el torneo, cuando fueron eliminados por Alemania en los cuartos de final. Fue reconocido como "gran jugador" en 1946.

## Apodos
Gustafsson fue conocido en el Gais como "Lelle Ragnar", "Lille Ragnar" o "Lille-Ragnar", ya que su hermano mayor, Gustaf Gustafsson, ya jugaba para el club.